# Ait Siberne
Ait Siberne (àrab آيت سيبرن) és una comuna rural de la província de Khémisset de la regió de Rabat-Salé-Kenitra. Segons el cens de 2014 tenia una població total de 4.900 persones.